# Nelly Aginian
Nelly Aginian, en arménien : Նելլի Աղինյան, née le 4 août 1981 à Erevan, est une joueuse d'échecs arménienne,. Elle a le titre de maître international féminin (MIF) depuis 2001 et le titre de grand maître international féminin (GMF) depuis 2005.

## Palmarès
Lors des Championnats d'Europe par équipes, Nelly Aginian a remporté la médaille d'or par équipe en 2003 (elle était remplaçante et marqua 1,5 points en 2 parties) et la médaille de bronze par équipe en 2007 (elle marqua 5,5 points en 8 parties).
En 2006, elle remporta la Coupe d'Europe des clubs d'échecs avec l'équipe du  MIKA Erevan.